# 猛男姦獄
《猛男姦獄》（英語：Big Stan）是一部勞勃·許奈德主演的猛男系列喜劇之一。2006年夏在加州花费六周时间取景拍摄。

## 劇情內容
屎蛋（勞勃·許奈德飾）是個專業的詐欺師，在一場官司中被控訴詐欺，而必須入獄服刑。在入獄之前屎蛋擔心在獄中會慘遭不人道的性侵害，為了以求自保，在服刑前向武術大師馬斯特（大衛·卡拉定飾）拜師學藝，在入獄服刑前短短的幾個月，馬斯特果然讓屎蛋脫胎換骨變成格鬥高手。入獄之後果然像是屎蛋所擔心的惡劣情況，但是很快的屎蛋就瓦解裡面的勢力，並且建立了新秩序，不過在獄中期間屎蛋擔心馬斯特與自己的妻子敏蒂（珍妮佛·莫瑞森飾）暗通款曲，另一方面發現陷害他入獄的人是該所監獄的典獄長，因為他想要炒作監獄的地皮，來獲取大量財富，卻置犯人生死不顧，因此屎蛋反而在犯人這一方，最終打倒典獄長，並且化解外遇誤會與妻子有圓滿結局。

## 演員
| 演員               | 演員                | 角色           |
| ------------------ | ------------------- | -------------- |
| 勞伯·許奈德        | Rob Schneider       | 斯坦·明頓      |
| 大衛·卡拉定        | David Carradine     | 功夫师傅       |
| 珍妮花·摩利遜      | Jennifer Morrison   | 明迪·明頓      |
| 麥可·埃米特·沃爾什 | Michael Emmet Walsh | Lew Popper     |
| 史考特·威爾森      | Scott Wilson        | Warden Gasque  |
| 理查·坎德          | Richard Kind        | Mal            |
| 莎莉·柯蘭          | Sally Kirkland      | Madame Foreman |

## 外部連結
- 互联网电影数据库（IMDb）上《Big Stan》的资料（英文）
- 中文官方網站